# Панорама Месдаха
Панорама Месдаха (нидерл. Panorama Mesdag) — панорамная картина высотой 14 м и длиной 120 м, изображающая рыбацкий посёлок Схевенинген в XIX веке, работы художника Хендрика Виллема Месдаха. Расположена в специально построенном музейном здании в Гааге, Нидерланды.
Хендрик Месдах, известный маринист Гаагской школы, начал работу над панорамой в 1880 году при участии жены и множества учеников, в том числе Г. Х. Брейтнера. Цилиндрическая форма панорамы создаёт иллюзию присутствия зрителя в изображенной местности на высоких песчаных дюнах перед деревней. Картина была завершена к 1881 году, однако мода на панорамы подходила к концу, и в 1886 году компания обанкротилась.